# اختبار قبط اليود المشع
اختبار قَبْط اليود المشع(1) أو اختبار امتصاص اليود المشع هو نوعٌ من المُسوحات، يُستعمل في تشخيص مشاكل الغدة الدرقية، خصوصًا فرط الدرقية. يختلفُ عن العلاج باليود المُشع (اليود النشط إشعاعيًا) الذي يستعمل جرعاتٍ أعلى بكثير لتدمير الخلايا السرطانية. يُستعمل اختبار قَبْط اليود المشع أيضًا لمتابعة العلاج باليود المُشع؛ وذلك للتأكد من عدم بقاء أيِ خلايًا درقية، والتي قد تكون سرطانية.
يُطلب من المريض ابتلاع أحد نظائر اليود المُشعة والتي تكون على شكل كبسولةٍ أو سائل، وبعد ذلك يُدرس امتصاص القائف المشع بواسطة الغدة الدرقية بعد 4-6 ساعات أو بعد 24 ساعة بمساعدة عداد وميضي. عادةً ما تكون الجُرعة 0.15–0.37 ميجابيكريل (4–10 ميكروكوري) من نظير اليود 131 (131I) أو 3.7–7.4 ميجابيكريل (100–200 ميكروكوري) من نظير اليود 123 (123I). يُعتبر اختبار قَبْط اليود المشع مقياسًا موثوقًا به، وذلك عند استخدام مسبار مُخصص مع إمكانية التكرار بنسبة 1 في المائة وتغير مهم بنسبة 95 في المائة بنسبة 3 في المائة.
يكون الامتصاص الطبيعي ما بين 15-25%، ولكن قد تنخفض النسبة إجبارًا، وذلك في حال تناول المريض أطعمةً تحتوي على نسبةٍ عاليةٍ من اليود مثل مُنتجات الألبان والأطعمة البحرية. يُشير الامتصاص المُنخفض إلى التهاب الغدة الدرقية، أما الامتصاص المُرتفع فيشير إلى داء غريفز، أما تفاوت الامتصاص فيُشير إلى وجود عقيدات درقية.[بحاجة لمصدر]
يكون عمر النصف لنظير اليود 123 أقل من عمر النصف لنظير اليود 131 (نصف يوم مُقارنةً ب8.1 يوم)، بالتالي استعمال نظير اليود 123 يُعرض الجسم لإشعاعٍ أقل، مقارنةً بوقتٍ أقل لتقييم التأخر في مسح الصور. أيضًا، فإنَّ نظير اليود 123 يبعث أشعة غاما، أما نظير اليود 131 فيبعث أشعة غاما وبيتا.

## موانع الاستعمال

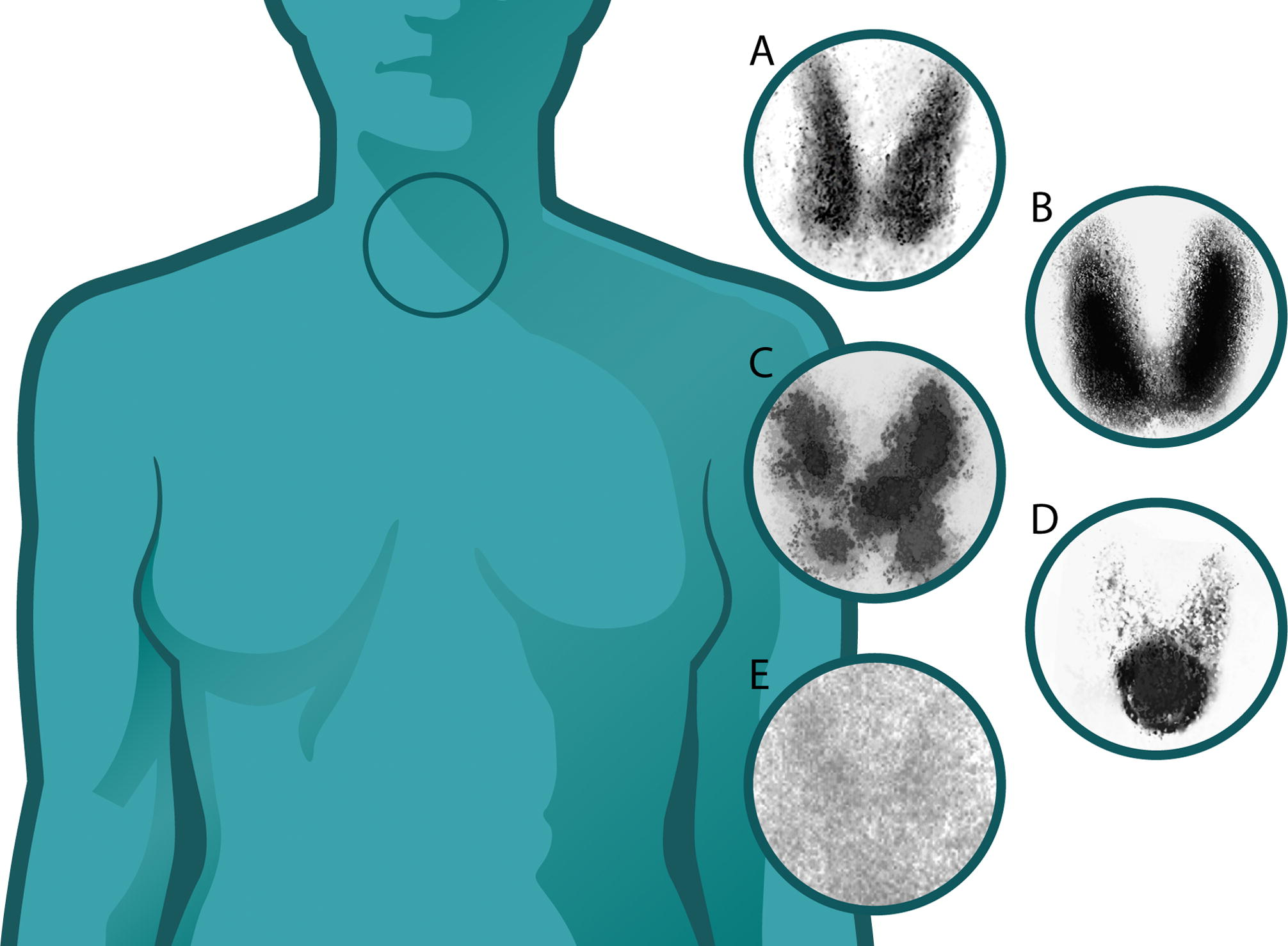
تصوير ومضاني للغدة الدرقية

يُعتبر اختبار قبط اليود المشع غير مُناسبًا للمرضى الحوامل أو المرضعات.

## هوامش
1. اختبار قَبْط اليود المشع (بالإنجليزية: Radioactive iodine uptake test)‏ ويُعرف اختصارًا RAIU test.